# Obages tuberculipennis
Obages tuberculipennis är en skalbaggsart som beskrevs av Stefan von Breuning 1961. Obages tuberculipennis ingår i släktet Obages och familjen långhorningar. Inga underarter finns listade i Catalogue of Life.